# Rancamulya (Patokbeusi)
Rancamulya is een bestuurslaag in het regentschap Subang van de provincie West-Java, Indonesië. Rancamulya telt 7796 inwoners (volkstelling 2010).